# Прицел (радиопередача)
«Прицел» — радиопередача Дмитрия Добрынина, выходившая с 3 мая 2004 по 8 августа 2016 года на «Радио России».
- Текущий логотип
- Прежний логотип

Программа впервые вышла в эфир 3 мая 2004 года в 21:10 по московскому времени на «Радио России» и длилась 30 минут. Затем это время увеличилось до, примерно, 45 минут (формально часа). До 2008 года программа называлась «Рок-прицел», после этого было принято решение переименовать передачу в «Прицел» по юридическим причинам.
Радиопрограмма строилась из рубрик, которые иногда менялись, тем самым, в передаче нет строгих рамок, но, несмотря на некоторые изменения, «Прицел» отличался постоянством. Обычно в эфире рассказывается о рок-группах (в понятие «рок-группа» входит, практически, всё разнообразие рок-сцены, начиная от классического рока и рок-н-ролла и заканчивая грайндкором и другими экстремальными стилями), последних новостях из мира тяжёлой музыки, часто уделялось внимание мировой истории, религии, мифологии и литературе. Практически, в каждом выпуске давалась информация о событиях, произошедших на этой неделе в мировой истории. Также внимание уделялось последним релизам групп, значимым концертам. Отдельное внимание уделялось письмам слушателей. Некоторые вопросы зачитывались в эфире. Иногда выпуск мог быть целиком посвящён письмам слушателей. Ответы предоставлялись как в виде текста, так и музыки. Периодически выходили тематические выпуски «Прицела», посвящённые историческим событиям.
Ранняя история «Рок-прицела» связана с «металлическими персонажами» — Дарьей Туруньевной и Лёхой Поршнем и их друзьями.
Более поздний эпизод связан с персонажем по имени «Мистериус» — мудрым старцем, повествующим о различных фактах, исторических (а также мифологических) событиях и людях. Персонаж запомнился своими изречениями (афоризмами). Голос «Мистериусу» подарил актёр и музыкант Павел Смеян. Этот факт стал известен после его смерти 10 июля 2009 года.
Некоторое время в субботу выходил дополнительный получасовой выпуск «Рок-прицела». Но через некоторое время его сменила новая программа — «Высокое Напряжение».
«Прицел» был одной из немногих общедоступных радиопрограмм в России, рассказывающих о рок-культуре и её особенностях. Долгое время передача являлась одним из источников информации о рок-музыке для слушателей до появления Интернета в городах и населенных пунктах России. В программе проводились конкурсы, связанные как с творчеством, так и со знанием рок-музыки. В августе 2016 года программа была закрыта.

## Смена названия «Рок-Прицела»
Среди поклонников радио-передач Дмитрия Добрынина известен скандал с участием лидера группы Anj — Анатолием Журавлёвым. Раннее Анатолий Журавлёв сотрудничал с «Рок-Прицелом» и в программе регулярно рассказывали о группе «Anj». Позже произошёл разрыв и в июне 2008 года по причинам «неудовлетворения сотрудничеством» музыкант оформил права на название программы «Рок-Прицел». Соответственно, Добрынин и его сотрудники остались без права на использование данного названия. Эти события были озвучены в первом выпуске программы под новым названием «Прицел». Первый выпуск состоялся 23 июня 2008 года, а последний выпуск «Рок-прицела» — 16 июня 2008 года.

## Друзья и спонсоры
Вплоть до 2006 года практически в каждый выпуске программы Дмитрий Добрынин обязательно отводил время для пиара творчества Анатолия Журавлёва и его группы AnJ, чей стиль злые языки называют «олигарх-металлом». После разрыва с Журавлёвым новыми «друзьями» программы стали лейбл CD-Maximum, чья продукция освещалась в обязательном порядке. В 2008 году на лейбле «CD-Maximum» вышел музыкальный сборник «Рок-Прицел № 1». В него вошли некоторые композиции отечественных групп.
Затем депутат Мосгордумы Андрей Ковалёв и его группа Пилигрим рекламировалась не менее агрессивно. В 2011 году история повторилась с малоизвестной группой из Нижневартовска К-700, когда Добрынин однажды рассказав про этот коллектив, затем в каждом выпуске непременно, «ненавязчиво» возвращался к этой теме.

## Время выхода в эфир
- С 30 мая 2011 по 9 мая 2016 года программа выходила по понедельникам в 20.10
- С 16 мая по 8 августа 2016 года программа выходила по понедельникам в 21.10